# House of Paint
El House of Paint (codi UCI: HOP) va ser un equip ciclista sud-africà que va tenir categoria continental del 2008 al 2009. El 2010 va competir com amateur.

## Principals victòries

### Grans Voltes
- Tour de França
  - 0 participacions

- Giro d'Itàlia
  - 0 participacions

- Volta a Espanya
  - 0 participacions

## Classificacions UCI
L'equip participava en els circuits continentals i principalment a les proves de l'UCI Àfrica Tour. La taula presenta les classificacions de l'equip i el millor ciclista en la classificació individual.
UCI Àfrica Tour
| Temporada | Classificació per equips | Millor ciclista en la classificació individual |
| --------- | ------------------------ | ---------------------------------------------- |
| 2008      | 9è                       | Hanco Kachelhoffer (46è)                       |
| 2009      | 5è                       | Jamie Ball (2n)                                |